# British Arctic Air Route Expedition
British Arctic Air Route Expedition (BAARE) (1930-1931) var en privatfinansieret ekspedition til Grønlands østkyst og Indlandisen. Ekspeditionen blev ledet af Gino Watkins. Ekspeditionen havde til formål, at undersøge mulighederne for at etablere en flyrute mellem England og Canada via Færøerne, Island, Grønland, Baffin Land og Hudsonbugten. Til dette formål var der behov for en forbedret kortlægning af Grønlands kystlinje og at indsamle klimadata fra kysten og det indre af Indlandsisen i det nordlige polarområde om vinteren. Ekspeditionen anvendte nogle af de første fly i brug på Grønland, nemlig to de Havilland "Gypsy Moths".